# 케빈 캐시
케빈 캐시(1977년 12월 6일 ~)는 미국의 야구 지도자이자 전 야구 선수다. 게이더 고등학교와 플로리다 주립 대학교를 졸업했으며, 현재 탬파베이 레이스의 감독을 맡고 있다.

## 같이 보기
- 2021년 탬파베이 레이스 시즌